# Юджийн Скот
 Тази статия е за американския учен.  За американския тенисист вижте Юджийн Скот (тенисист).  
Юджийн Карол Скот (на английски: Eugenie Carol Scott) (родена 24 октомври 1945 г.) е щатски учен, специалист по биологична антропология. От 1986 до 2014 г. тя е изпълнителен директор на Националния център за научно обучение (National Center for Science Education (NCSE) на САЩ. Юджийн Скот е водещ критик на креационизма и интелигентния дизайн.